# Robert G. Houdek
Robert G. Houdek (* 26. Februar 1940 in Chicago, Illinois; † 26. März 2010 im Munson Medical Center Suttons Bay, Michigan) war ein Botschafter der Vereinigten Staaten.

## Leben
Robert G. Houdek studierte bis 1961 Bachelor am Beloit College bis 1962 Master an der  Fletcher School of Law and Diplomacy. Er heiratete Mary Elizabeth Wood und hatte zwei Kinder mit ihr.
Houdek trat 1962 in den auswärtigen Dienst und war bis 1965 Attaché an der Botschaft in Brüssel. In den Jahren von 1965 bis 1967 war er an der Botschaft in Conakry, Guinea akkreditiert und danach im State Department beschäftigt. Von 1969 bis 1971 war Houdek Sonderberater der Regierung Nixon und gleichzeitig Fellow an der Woodrow Wilson School of Public and International Affairs. Im Anschluss studierte er bis 1972 an der Princeton University und wurde Stellvertreter des Botschafters in Freetown, Sierra Leone bis 1976. Von 1976 bis 1978 war er Botschaftssekretär in Kingston (Jamaika), dann bis 1980 zunächst stellvertretender Leiter der Abteilung Westafrika und später leitete er die Abteilung Intra-African Affairs im Departement of State. Von 1980 bis 1984 war er stellvertretender Botschafter in Nairobi, Kenia und war dann bis 1985 im State Department beschäftigt.
In seine Zeit als Geschäftsträger in Addis Abeba fiel die Operation Salomon.
1991 in der Regierung von Bill Clinton war Bob Houdek
Deputy Assistant Secretary of State for African Affairs und reiste in den Sudan und erklärte der Regierung von Omar al-Baschir, dass es ein ernstes Echo gäbe, wenn die Regierung des Sudans weiter Organisationen wie Hisbollah, Palästinensisch-islamischer Dschihad (PIJ), Gamaa Islamija, Hamas, Abu-Nidal-Organisation, Groupe Islamique Armé und al-Dschihad zu beherbergen.

Im Januar 2003 stellte Bob Houdek in einem Memorandum fest, dass die Geschichte, dass Saddam Hussein versucht hätte im Niger Yellowcake zu erwerben, einer Grundlage entbehrt und auf den Müll gehört.

„the Niger story about Iraq seeking uranium was baseless and should be laid to rest.“

| Vorgänger           | Amt                                                         | Nachfolger                |
| ------------------- | ----------------------------------------------------------- | ------------------------- |
| Allen Clayton Davis | US-Botschafter in Kampala 22. August 1985 bis 1988          | John Andrew Burroughs Jr. |
| James Cheek         | US-Geschäftsträger in Addis Abeba August 1988 bis Juni 1991 | Marc A. Baas              |